# Группа специального дознания
Группа специального дознания (англ. The Special Interrogation Group, сокращённо SIG; некоторые источники раскрывают эту аббревиатуру как Special Identification Group — «специальная группа опознания» или Special Intelligence Group — «специальная разведывательная группа», ивр. קבוצת החקירה המיוחדת‎) — боевая часть в составе Ближневосточного командования Британской армии во время Второй мировой войны. Она была сформирована из германоговорящих еврейских добровольцев из подмандатной Палестины. Группа осуществляла разведывательные рейды и диверсионные операции против сил «Оси» в ходе кампании в Ливийской пустыне.

## Формирование
Идея образования группы принадлежит капитану Герберту Баку (англ. Herbert Cecil Buck), изучавшему в Оксфорде германскую лингвистику. В 1942 году он был взят в плен немецкими войсками Африканского корпуса Роммеля, но сумел бежать из лагеря и пробрался через Ливийскую пустыню в занятый англичанами Египет, переодевшись в форму Вермахта и пользуясь немецким военным транспортом. Он сам был удивлён лёгкостью, с которой его хитрость сработала, и пришёл к убеждению, что при тщательном планировании и подготовке этот трюк может оказаться гораздо более болезненным для противника, помогая диверсионным группам проникать вглубь расположения противника к ключевым точкам его дислокации. Его план был одобрен, и в марте 1942 он был назначен командиром новой части.
В марте 1942 года полковник Теренс Айри (Terence Airey), разведывательный аналитик Военного кабинета, писал: 

Немецкая группа, являющаяся подразделением ближневосточных коммандос под кодовым названием „Группа специального дознания“, будет использована для проникновения вглубь немецкого расположения в Ливийской пустыне […] численность специальной группы предполагается порядка взвода […] её личный состав бегло говорит по-немецки […] в основном это палестинцы (евреи Палестины) немецкого происхождения. У многих есть боевой опыт, полученный в 51-м батальоне коммандос […]
Оригинальный текст (англ.)a Special German Group as a sub-unit of M[iddle] E[ast] Commando... with the cover name 'Special Interrogation Group', to be used for infiltration behind the German lines in the Western Desert, under 8th Army... the strength of the Special Group would be approximately that of a platoon... The personnel are fluent German linguists... mainly Palestinian (Jews) of German origin. Many of them have had war experience with No. 51 Commando...

Значительная часть личного состава пришла в группу из организаций еврейской самообороны в Палестине — Пальмаха, Хаганы и Иргуна, а также еврейских подразделений британской армии. Часть пришла из Свободных Чехословацких сил и перешедших на сторону антигитлеровской коалиции частей французского Иностранного Легиона. В его состав также были включены немецкие военнопленные, изъявившие готовность сражаться с нацистами. Группа была включена в батальон D 1-го полка специальных служб и включала, по разным оценкам, от 20 до 38 бойцов.

## Подготовка
Тренировочная база группы располагалась близ Суэца в Египте. Бойцы изучали ориентацию в пустыне, рукопашный бой, немецкое оружие и взрывчатые вещества. Для них были подготовлены фальшивые документы и легенды солдат Вермахта, они разучивали германские маршевые песни и современный солдатский сленг. На заданиях их обеспечивали армейскими платежными купонами, немецкими сигаретами и шоколадом, и даже письмами от выдуманных возлюбленных в Германии.
Бойцов тренировали Вальтер Эсснер и Герберт Брюкнер, двое немцев вполне «арийского» происхождения. Еще до войны они вступили во Французский Иностранный легион. Оказавшись в той его части, которая осталась верна коллаборационистскому правительству Виши, они были взяты в плен и завербованы британской военной разведкой.

## Боевая деятельность
Группа обычно проникала в тылы немецкой передовой группировки на трофейных немецких автомобилях. Одевшись в форму немецкой полевой жандармерии, бойцы группы ставили на дорогах фальшивые контрольные пункты и, «проявляя бдительность», добывали от опрашиваемых водителей и пассажиров проверяемого транспорта много ценной информации.
3 июня 1942 года группа впервые участвовала в диверсионной операции: они обеспечивали скрытное проникновение диверсионной группы Особой Авиационной Службы (SAS) вглубь немецкого расположения. Целью операции было уничтожение аэродромов в Тобруке и Дерне, расположенных на глубине более 100 км от линии фронта, угрожавших морским конвоям снабжения осаждённой Мальты.
Во время этого рейда, ночью 13-14 июня, Герберт Брюкнер совершил побег, имитировав поломку грузовика, которым он управлял. Сдавшись немцам, он навел их на группу, двигавшуюся к Дерне, которая почти целиком погибла или была захвачена в плен. Эсснер, находившийся в тобрукской группе под постоянным контролем, по возвращении был передан военной полиции и позднее застрелен при попытке к бегству.
13-14 сентября 1942 года группа участвовала в операции «Соглашение», комбинированном сухопутно-морском рейде на Тобрук. Его целью было разрушение жизненно важного порта снабжения германского Африканского корпуса. Группа изображала немецких охранников трёх грузовиков с британскими военнопленными, перевозимыми в лагерь в Тобруке. Рейд закончился провалом, и британские силы потеряли три корабля и сотни солдат и моряков.
Уцелевшие бойцы группы были направлены в военно-инженерный англ. Королевский корпус сапёров.

## Некоторые из бойцов
- Капитан Герберт Бак (англ. Herbert Cecil Buck), кавалер Военного Креста, 1-й Пенджабский полк, позднее — Шотландская гвардия. Погиб в авиакатастрофе вскоре после войны: 22 ноября 1945, 28 лет.
- Морис (Моню) «Тифен» Тифенбруннер (англ. Maurice "Tiffen" (Monju) Tiefenbrunner), ветеран 51-й (Палестинской) группы[англ.] британских коммандос
- Ариель Шай (англ. Ariyeh Shai)
- Дов Коэн (англ. Dov Cohen), ветеран 51-й (Палестинской) группы коммандос, после войны член еврейской подпольной организации Эцель, известной также как Иргун, где носил конспиративное имя «Шимшон». Был убит при штурме британской военной тюрьмы в Акко в 1947 году в возрасте 32 лет[5]
- Бернард Левенталь (англ. Bernard Lowenthal)
- Лейтенант Герберт Дельмонте-Ниетто-Холландер (англ. Herbert Delmonte-Nietto-Hollander), родился в Англии от отца-немца и матери-еврейки, в группы пришел из батальона[англ.] британской территориальной обороны стрелков Тауэр-Хамлетс (англ. Tower Hamlets Rifles), в значительной мере укомплектованного лондонскими евреями, ныне Лондонский полк, в конце войны был следователем в бывшем лагере уничтожения Берген-Бельзен.
- Исраэль Карми[англ.] (англ. Israel Carmi), позднее капитан в Еврейской бригаде британской армии и офицер Армии обороны Израиля.
- Карл Кахане (англ. Karl Kahane), служил в регулярной немецкой армии более 20 лет, имел Железный Крест с Первой мировой войны. После отставки был муниципальным чиновником в Австрии, пока не был вынужден бежать после Аншлюса[6]. После Второй Мировой войны был офицером армии Обороны Израиля. Сыграл большую роль в создании первых парашютно-десантных и специальных подразделений ЦАХАЛа[7].
- Дольф Зентнер (англ. Dolph Zentner), ветеран 51-й (Палестинской) группы коммандос
- Филипп «Шрага-Изер» Когель (англ. Philip „Shraga-Iser“ Kogel), ветеран 51-й (Палестинской) группы коммандос
- Вальтер Эсснер (нем. Walter Essner), германский военнопленный
- Герберт Брюкнер (нем. Herbert Brueckner), германский военнопленный